# Rallye du Condroz-Huy
Le Rallye du Condroz-Huy est un rallye automobile de Belgique, fondé en 1974. Il fait partie du Championnat de Belgique des rallyes et de la Coupe d'Europe du Nord des rallyes FIA, et a lieu généralement au tout début novembre. Après la fin des Boucles de Spa, le Rallye du Condroz est l'une des épreuves routières modernes de Belgique les plus populaires avec le Rallye d'Ypres.
Des pilotes de renom, tels Hannu Mikkola, Timo Mäkinen, l'acteur Jean-Louis Trintignant, les pilotes de F1 Thierry Boutsen et Marc Surer, Guy Fréquelin, Erwin Weber, Lars-Erik Torph, Andrea Aghini, Markku Alén, Simon Jean-Joseph, François Delecour, Emmanuel Guigou, Bryan Bouffier, Nicolas Vouilloz, Stéphane Lefebvre, Craig Breen, Kris Meeke, François Duval, Thierry Neuville, Sébastien Ogier, Sébastien Loeb ou Petter Solberg, y ont participé à compter de la fin des années 1970.
Le recordman des victoires est Patrick Snijers qui l'a emporté à neuf reprises.

## Histoire
Lors de l'édition 1986 (la dernière ouverte aux puissantes voitures du Groupe B), tous les favoris ont connu des problèmes :  Marc Duez sur MG Metro 6R4 et Robert Droogmans sur sa Ford RS200 abandonnent , Patrick Snijers sur sa Lancia Rally 037 est fort retardé et termine 9e. La victoire revient au très régulier Guy Colsoul sur sa conventionnelle Opel Manta 400.
En 1988, se déroule un double duel entre d'une part, les deux BMW M3 e30, préparées par l'écurie anglaise Prodrive, de Patrick Snijers (vainqueur) et Marc Duez (3e), et d'autre part les deux Ford Sierra RS Cosworth, préparées par l'équipe belge RAS Sport de Robert Droogmans (2e) et Jean-Pierre van de Wauwer (4e).
Lors de l'épreuve 1995, la bagarre fait rage entre les deux Toyota Celica GT-Four engagées par l'équipe officielle Toyota Team Europe du finlandais Markku Alen (4e) et Renaud Verreydt (vainqueur), et les trois Ford Escort RS Cosworth de Marc Duez (5e), Patrick Snijers (2e) et Grégoire de Mevius (3e).
En 1996, les deux Toyota Celica GT-Four engagées par l'équipe officielle Toyota Team Europe s'imposent : Freddy Loix précède Renaud Verreydt (2e) et les  trois Ford Escort RS Cosworth de Patrick Snijers (4e), Bruno Thiry (3e) et Grégoire de Mevius (5e).
Au cours de l'épreuve 1997, les deux Toyota Celica GT-Four engagées par l'équipe officielle Toyota Team Europe ne réalisent pas la « passe de trois » ; Freddy Loix  (2e) et Renaud Verreydt (4e) sont battus par la Subaru Impreza WRC S3 '97 du vainqueur Bruno Thiry et la Ford Escort WRC de Patrick Snijers (3e).
En 2003, l'épreuve voit un grand nombre de voitures de catégorie World Rally Car engagées et une compétition serrée entre Freddy Loix (vainqueur) et Bruno Thiry (qui à la suite de sa 2e place à Huy remportera le championnat d'Europe), avec leurs deux Peugeot 206 WRC de l'équipe namuroise Kronos, face aux deux Toyota Corolla WRC du champion de Belgique Pieter Tsjoen et de Thimoty Van Parijs ainsi qu'à la Subaru Impreza WRC S9 '03 du multiple champion de Belgique et recordman des victoires en terres hutoises (neuf succès au total) Patrick Snijers.
En 2004, le rallye est remporté par Larry Cols sur sa Renault Clio Super 1600.
En 2005, Kris Princen gagne avec une Renault Clio Super 1600.
L'édition 2006 est remportée par François Duval sur une Škoda Fabia WRC. Larry Cols, 4e de cette édition, remporte pour sa part l'épreuve européenne, interdite aux World Rally Car. Il y a un mano à mano pour la victoire avec Bruno Thiry, qui fait rouler la Peugeot 307 WRC en Belgique pour la première fois et Pieter Tsjoen sur sa Ford Focus WRC. On note également la belle prestation de Kris Meeke sur sa Citroën C2 R2 et la première apparition de la Peugeot 207 S2000 pilotée par Bryan Bouffier ainsi que la VW Polo S2000 aux mains de Freddy Loix.
De nouveau en 2007, c'est François Duval qui s'impose sur une Fiat Abarth Grande Punto. La deuxième place revient à Bernd Casier sur Peugeot 207 S2000, juste devant Bryan Bouffier sur Subaru Impreza. C'est Freddy Loix, de nouveau sur une VW Polo S2000, qui mène ce rallye au terme du premier jour. Cependant il décide de ne pas repartir le dimanche matin, car la direction de course a infligé une pénalité de six minutes à l’équipage pour être entré trop tôt dans une zone de contrôle horaire.
En 2008, en catégorie R2, on assiste à un duel entre le futur octuple champion du Monde Sébastien Ogier et Bruno Thiry (champion d'Europe 2003 et quatre fois vainqueur au Condroz) sur leurs Citroën C2  R2 Max, qui tourne à l'avantage du pilote belge.
En 2013, le rallye est remporté par le nonuple champion du Monde Sébastien Loeb au volant d'une Citroën DS3 WRC, le seul Champion du monde à s'être imposé à Huy.
En 2014, malgré la présence au départ du Champion du monde des rallyes 2003 et du double champion du monde de Rally-Cross RX 2014 et 2015, Petter Solberg, qui abandonne sur Citroën C4 WRC, c'est Kris Princen qui remporte son 2e succès (sur un total de trois, avec celui de 2017) pilotant une Subaru Impreza WRC S12b devant Kris Meeke sur Citroën DS3 R5.
En 2015, Cédric Cherain inscrit son nom au palmarès avec une Citroën DS3 WRC.
Les pilotes officiels Citroën s'adjugent respectivement les éditions 2016 (Craig Breen) et 2018, 2019, 2021 (Stéphane Lefebvre).
Il n'y aura plus d'épreuve de « pure » vitesse à cause de l'accident mortel de 2022 (Emeric Rary).

## Palmarès
| Saison | Vainqueur         | Voiture                        |
| ------ | ----------------- | ------------------------------ |
| 1974   | Théo Rorive       | Ford Cortina Lotus             |
| 1975   | Willy Plas        | Renault 17 Gordini             |
| 1976   | « Didi » Cols     | Fiat 131 Abarth                |
| 1977   | Jan van der Marel | Opel Kadett GTE                |
| 1978   | Guy Colsoul       | Opel Kadett GTE                |
| 1979   | Guy Colsoul       | Opel Kadett GTE                |
| 1980   | Jean-Louis Dumont | Porsche 911 SC                 |
| 1981   | Marc Duez         | Porsche 911 SC                 |
| 1982   | Marc Duez         | Porsche 911 SC                 |
| 1983   | Patrick Snijers   | Porsche 911 SC                 |
| 1984   | Robert Droogmans  | Porsche 911 SC RS (Gr.B)       |
| 1985   | Patrick Snijers   | Lancia Rally 037 (Gr.B)        |
| 1986   | Guy Colsoul       | Opel Manta 400 (Gr.B)          |
| 1987   | Robert Droogmans  | Ford Sierra RS Cosworth        |
| 1988   | Patrick Snijers   | BMW M3 E30                     |
| 1989   | Patrick Snijers   | Toyota Celica GT-4             |
| 1990   | Patrick Snijers   | Toyota Celica GT-4             |
| 1991   | Patrick Snijers   | Ford Sierra Cosworth 4x4       |
| 1992   | Robert Droogmans  | Ford Sierra Cosworth 4x4       |
| 1993   | Patrick Snijers   | Ford Escort RS Cosworth        |
| 1994   | Andrea Aghini     | Toyota Celica Turbo 4WD        |
| 1995   | Renaud Verreydt   | Toyota Celica GT Four          |
| 1996   | Freddy Loix       | Toyota Celica GT Four          |
| 1997   | Bruno Thiry       | Subaru Impreza WRC S3 '97      |
| 1998   | Renaud Verreydt   | Subaru Impreza WRC S3 '97      |
| 1999   | Patrick Snijers   | Toyota Corolla WRC             |
| 2000   | Bruno Thiry       | Toyota Corolla WRC             |
| 2001   | Bruno Thiry       | Škoda Octavia WRC              |
| 2002   | Bruno Thiry       | Peugeot 206 WRC                |
| 2003   | Freddy Loix       | Peugeot 206 WRC                |
| 2004   | Larry Cols        | Renault Clio Super 1600        |
| 2005   | Kris Princen      | Renault Clio Super 1600        |
| 2006   | François Duval    | Škoda Fabia WRC                |
| 2007   | François Duval    | Fiat Abarth Grande Punto S2000 |
| 2008   | Pieter Tsjoen     | Ford Focus WRC                 |
| 2009   | Pieter Tsjoen     | Ford Focus WRC                 |
| 2010   | Freddy Loix       | Škoda Fabia S2000              |
| 2011   | Patrick Snijers   | MINI JCW WRC                   |
| 2012   | Bernd Casier      | Ford Focus WRC                 |
| 2013   | Sébastien Loeb    | Citroën DS3 WRC                |
| 2014   | Kris Princen      | Subaru Impreza WRC S12b        |
| 2015   | Cédric Cherain    | Citroën DS3 WRC                |
| 2016   | Craig Breen       | Citroen DS3 R5                 |
| 2017   | Kris Princen      | Škoda Fabia R5                 |
| 2018   | Stéphane Lefebvre | Citroën C3 R5                  |
| 2019   | Stéphane Lefebvre | Ford Fiesta R5                 |
| 2020   | Annulé            | Non disputé                    |
| 2021   | Stéphane Lefebvre | Citroën C3 Rally2              |
| 2022   | Nikolay Gryazin   | Škoda Fabia Evo Rally2         |

## Accidents
Le Rallye du Condroz a été pointé à plusieurs reprises pour le non-respect des mesures de sécurité. Des accidents mortels, touchant des spectateurs généralement présents dans des zones interdites au public, y ont été déplorés en 2003, 2011, 2018 et 2022.